# Mont Ventoux Dénivelé Challenge
Mont Ventoux Dénivelé Challenge – kolarski wyścig jednodniowy rozgrywany corocznie od 2019 we Francji.
W odróżnieniu od większości wyścigów jednodniowych Mont Ventoux Dénivelé Challenge stworzony został z myślą o kolarzach specjalizujących się w jeździe po odcinkach górskich, a jego elementami charakterystycznymi są znacząca suma przewyższeń pokonywana na trasie oraz finałowy, liczący blisko 22 kilometry, podjazd na szczyt Mont Ventoux. Impreza odbywa się krótko po zakończeniu Critérium du Dauphiné, stanowiąc element przygotowań do Tour de France.
Pierwsza edycja wyścigu odbyła się w 2019, a od początku istnienia należy on do cyklu UCI Europe Tour, w którym posiada kategorię 1.1.

## Zwycięzcy
Opracowano na podstawie:
| Rok  | Pierwsze           | Drugie          | Trzecie          |
| ---- | ------------------ | --------------- | ---------------- |
| 2019 | Jesús Herrada      | Romain Bardet   | Rein Taaramäe    |
| 2020 | Aleksandr Własow   | Richie Porte    | Guillaume Martin |
| 2021 | Miguel Ángel López | Óscar Rodríguez | Enric Mas        |
| 2022 | Ruben Guerreiro    | Esteban Chaves  | Michael Storer   |
| 2023 | Lenny Martinez     | Michael Woods   | Simon Carr       |
| 2025 |                    |                 |                  |